# Hampstead (stanice metra v Londýně)
Hampstead je stanice londýnského metra ve čtvrti Hampstead v severním Londýně. Stanice je na větvi Edgware linky Northern Line mezi stanicemi Golders Green a Belsize Park a je nejsevernější podzemní stanicí na této větvi. Stanice je současně v přepravní zóně 2 a v přepravní zóně 3.
Stanice projektovaná architektem Lesliem Greenem byla otevřena 22. června 1907 železniční společností Charing Cross, Euston & Hampstead Railway. Nachází se na křižovatce ulic Heath Street a Hampstead High Street a původně před otevřením bylo pro stanici navrženo jméno Heath Street. Původní dlaždicové označení na stěnách nástupiště vlaků do centra je stále Heath Street. Stanice Hampstead je na strmém kopci a její nástupiště jsou nejhlubší v celém systému londýnského metra, a sice 58,5 m pod úrovní terénu. Má nejhlubší výtahovou šachtu na metru v délce 55 metrů (180 stop), s vysokorychlostními výtahy. Dříve to byly výtahy Otis, ale byly modernizovány společností Wadsworth Lift Company a opět v roce 2014 malým generickým dodavatelem výtahů firmou Accord. K dispozici je také nouzové točité schodiště s více než 320 schody.
Na severu mezi stanicemi Hampstead a Golders Green je nedokončená stanice North End, přezdívaná Bull & Bush podle nedaleké hospody. Stanice Hampstead Heath na lince londýnské nadzemky London Overground je zhruba 10 - 15 minut chůze na východ.
Stanice je vzdušnou čarou 7 km severoseverozápadně od stanice Charing Cross.

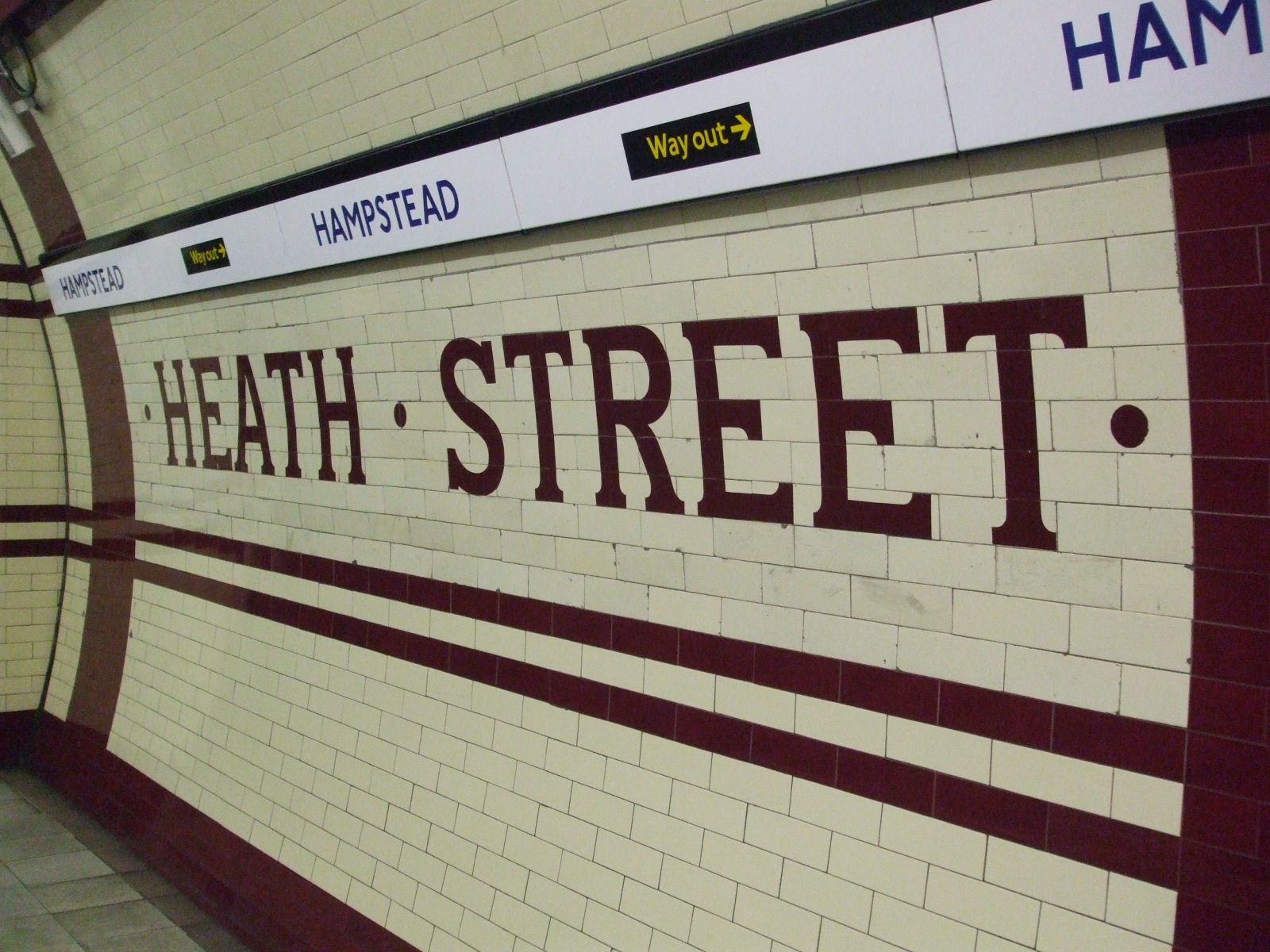
dlaždicové označení na stěnách nástupiště vlaků do centra s původně navrhovaným jménem stanice „Heath Street“

## Dopravní návaznost
Stanici obsluhují autobusové linky 46 a 268,noční linka N5, a dále školní autobus 603.
| Rok  | Počet cestujících |
| ---- | ----------------- |
| 2011 | 4,31 mil          |
| 2012 | 4,38 mil          |
| 2013 | 4,29 mil          |
| 2014 | 4,36 mil          |
| 2015 | 4,56 mil          |
| 2016 | 4,64 mil          |
| 2017 | 4,83 mil          |